# اولیور اسکیپ
اولیور ویلیام اسکیپ (انگلیسی: Oliver Skipp؛ زادهٔ ۱۶ سپتامبر ۲۰۰۰) بازیکن فوتبال است.که برای تیم فوتبال لستر سیتی بازی میکند .
از باشگاه‌های دیگری که در آن بازی کرده‌است می‌توان به باشگاه فوتبال تاتنهام هاتسپر اشاره کرد.
وی همچنین در تیم ملی فوتبال زیر ۱۷ سال انگلستان بازی کرده‌است.